# Mindanaobrednäbb
Mindanaobrednäbb (Sarcophanops steerii) är en fågel i familjen praktbrednäbbar inom ordningen tättingar som förekommer i Filippinerna.

## Utseende
Mindanaobrednäbben är en 17 centimeter lång färgglad tätting, Den har svart på strupen och i ansiktet, det gröna ögat är omgiven av en stor himmelsblå hudflik och näbben är blekblå. Hjässan är purpurbrun, kantad av en vit halskrage. Den är mörkgrå på manteln och kastanjefärgad på både övergump och stjärt. Vingarna är svarta med tydliga vita och gula band tvärs över tertialerna och armpennorna. Den lilafärgade undersidan övergår till gulvitt på nedre delen av buken. Honan är lik hanen, men har glimmande vitt bröst och buk.

## Utbredning och systematik
Mindanaobrednäbb förekommer i södra Filippinerna. Den behandlas antingen som monotypisk eller delas in i två underarter med följande utbredning:
- steerii – öana Basilan, Malamaui och Mindanao (Zamboangahalvön)
- mayri – öarna Dinagat, Poneas, Siargao och Mindanao utom Zamboangahalvön

Vissa inkluderar samarbrednäbben (Sarcophanops samarensis) i arten.

### Familjetillhörighet
Familjerna praktbrednäbbar (Eurylaimidae) och grönbrednäbbar (Calyptomenidae) behandlades tidigare som en och samma familj, Eurylaimidae, med det svenska trivialnamnet brednäbbar. Genetiska studier visar att de inte är varandras närmaste släktingar.

## Levnadssätt
Arten påträffas i de nedre och mellersta delarna av urskog och närliggande ungskog, vanligtvis en bra bit nedanför 1000 meters höjd, men ibland upp till 1200 meter. Det finns några fynd också från mangroveskogar och till och med buskskogar i torr och klippig terräng.

## Status och hot
Arten har en liten population på högst 10.000 vuxna individer, som dessutom är kraftigt fragmenterad och minskar till följd av skogsavverkning. Internationella naturvårdsunionen IUCN kategoriserar därför arten som sårbar. Det finns dock data som tyder på att hastigheten med vilken skogen avverkas har avtagit, möjligen för att det mesta av den återstående låglänta skogen är skyddad.

## Namn
Fågelns vetenskapliga artnamn hedrar Joseph Beal Steere (1842-1940), amerikansk ornitolog, zoolog, paleontolog, antropolog och upptäcktsresande verksam i bland annat Filippinerna och Moluckerna 1874-1875 samt 1887-1888.